# Fiemmeite
La fiemmeite è un minerale scoperto nel 2018 in Val di Fiemme. Si tratta di un ossalato di rame rinvenuto in un'unica località nel comune di Carano, in provincia di Trento, presente in forma di piccoli cristalli azzurrognoli all'interno di carboni fossili inglobati in arenarie di Val Gardena. L'olotipo è conservato al MUSE di Trento.

## Origine
Le arenarie di Val Gardena che contengono i legni fossili ebbero origine nel Permiano superiore da sedimenti di origine alluvionale depositatisi in quella che all'epoca era una pianura continentale. Tali legni furono permeati da soluzioni mineralizzanti contenenti anche ioni di rame. La base di queste arenarie presenta una discordanza angolare che indica una prolungata esposizione all'erosione del substrato vulcanico in ambiente subaereo a cui si deve la complicata topografia attuale di quei luoghi. Successivamente si ebbe la deposizione dei sedimenti alluvionali, con una successione stratigrafica che presenta un'alternanza di conoidi di deiezione e mudstone rossastri ed orizzonti pedologici con evaporiti. La mineralizzazione è localizzata in un orizzonte ricco di rame e uranio alla base dello strato di arenarie e ciò è da imputare alle rocce che hanno dato origine ai sedimenti, cioè granito o altre rocce ignee acide che subirono processi erosivi in un ambiente dal clima continentale arido; da lì l'uranio, il rame e altri metalli pesanti come lo zinco e il piombo furono trasportati sotto forma di ioni depositandosi nei conoidi. Ciò fu possibile grazie alla scarsa solubilità dovuta all'ambiente fortemente riducente venutosi a creare a causa della grande quantità di materia organica (costituita da resti vegetali come i tronchi).

## Forma in cui si presenta in natura
La fiemmeite si trova in piccoli aggregati di circa 1 mm. I cristalli sono piastrine di forma allungata e di colore azzurro e misurano al massimo 50 µm. Il minerale presenta un'elevata birifrangenza, è fragile, non geminato e non fluorescente.

## Luoghi di ritrovamento
Il minerale è stato scoperto a nord-est del Passo di San Lugano in Val di Fiemme, nel comune di Carano, all'interno di legni fossili rinvenuti in blocchi di arenarie di Val Gardena risalenti al Permiano superiore. Dal punto di vista stratigrafico il ritrovamento è avvenuto in rocce situate pochi metri al di sopra del limite ignimbritico del gruppo vulcanico atesino risalente al Permiano inferiore. Il minerale si trova in carboni fossili anche di grandi dimensioni impregnati da una grande varietà di minerali, tra cui si segnalano pirite, covellite, tennantite e uraninite. Nella località della scoperta sono presenti anche altri ossalati di rame come la moolooite e durante le ricerche che hanno portato alla scoperta della fiemmeite le analisi sui campioni prelevati hanno confermato il secondo ritrovamento in assoluto di un altro raro minerale di recente scoperta, la middlebackite, che precedentemente era stata rinvenuta esclusivamente in Australia. Altri minerali associati alla fiemmeite nel luogo del ritrovamento sono barite, olivenite, brochantite, cuprite, devillina, malachite, azzurrite, zeunerite, tennantite, calcocite e galena.